# Agung Etti Hendrawati
Agung Etti Hendrawati – indonezyjska wspinaczka sportowa, specjalizowała się we wspinaczce na czas oraz w prowadzeniu. Wielokrotny medalista mistrzostw Azji, trzykrotna mistrzyni Azji we wspinaczce na czas.

## Kariera sportowa
Trzykrotna indywidualna mistrzyni Azji we wspinaczce sportowej w konkurencji na czas w latach 2000, 2003 oraz z roku 2005. Wicemistrzyni Azji z roku 2004.

## Osiągnięcia

### Mistrzostwa Azji
| Konkurencje        | 2000 | 2003 | 2004 | 2005 |
| Prowadzenie        | —    | —    | 9    | 6    |
| Wspinaczka na czas | 1    | 1    | 2    | 1    |